# ジェイデン・ナーマヌ
ジェイデン・ナーマヌ（Jayden Ngamanu、1997年8月28日 - ）は、オーストラリアのラグビー選手。

## プロフィール
- オーストラリア・パース出身[1]。
- ポジションはウィング(WTB)、フルバック(FB)。
- 身長 175cm、体重 85kg
- U20オーストラリア代表に選ばれたことがある[2]。

## 来歴
ブリスベンボーイズカレッジ、ブリスベンシティー、レッズを経て、2019年、ヤマハ発動機ジュビロ(現・静岡ブルーレヴズ)に加入。
2020年2月1日に行われたジャパンラグビートップリーグ第4節の日野レッドドルフィンズ戦に先発出場で日本での公式戦初出場を果たした。
2022年、静岡ブルーレヴズを退団した。